# Ponte de Svinesund
A Ponte de Svinesund (em sueco Svinesundsbron; em norueguês Svinesundsbrua) é uma ponte rodoviária que atravessa o estreito de Svinesund no fiorde Idefjorden, ligando a Suécia à Noruega.